# Jamajka na Letnich Igrzyskach Olimpijskich 2012
Jamajkę na Letnich Igrzyskach Olimpijskich 2012, które odbyły się w Londynie, reprezentowało 47 zawodników. Zdobyli oni 12 medali, po 4 złote, srebrne i brązowe, zajmując 18 miejsce w klasyfikacji medalowej.
Był to szesnasty samodzielny start reprezentacji Jamajki na letnich igrzyskach olimpijskich.

## Zdobyte medale
| Medal  | Zawodnik | Dyscyplina    | Konkurencja                 | Rezultat | Data        |
| ------ | --- | ------------- | --------------------------- | -------- | ----------- |
| Złoto  | Shelly-Ann Fraser-Pryce                                                                                                   | Lekkoatletyka | 100 m kobiet                | 10.75    | 4 sierpnia  |
| Złoto  | Usain Bolt | Lekkoatletyka | 100 m mężczyzn              | 9.63 OR  | 5 sierpnia  |
| Złoto  | Usain Bolt | Lekkoatletyka | 200 m mężczyzn              | 19.32    | 9 sierpnia  |
| Złoto  | Kemar Bailey-Cole Yohan Blake Usain Bolt Nesta Carter Michael Frater                                                      | Lekkoatletyka | Sztafeta 4 x 100 m mężczyzn | 36.84 WR | 11 sierpnia |
| Srebro | Yohan Blake | Lekkoatletyka | 100 m mężczyzn              | 9.75     | 5 sierpnia  |
| Srebro | Shelly-Ann Fraser-Pryce                                                                                                   | Lekkoatletyka | 200 m kobiet                | 22.09    | 8 sierpnia  |
| Srebro | Yohan Blake | Lekkoatletyka | 200 m mężczyzn              | 19.44    | 9 sierpnia  |
| Srebro | Schillonie Calvert Veronica Campbell-Brown Shelly-Ann Fraser-Pryce Samantha Henry-Robinson Sherone Simpson Kerron Stewart | Lekkoatletyka | Sztafeta 4 x 100 m kobiet   | 41.41    | 10 sierpnia |
| Brąz   | Veronica Campbell-Brown                                                                                                   | Lekkoatletyka | 100 m kobiet                | 10.81    | 4 sierpnia  |
| Brąz   | Hansle Parchment | Lekkoatletyka | 110 m przez płotki mężczyzn | 13.12    | 8 sierpnia  |
| Brąz   | Warren Weir | Lekkoatletyka | 200 m mężczyzn              | 19.84    | 9 sierpnia  |
| Brąz   | Christine Day Shereefa Lloyd Rosemarie Whyte Shericka Williams Novlene Williams-Mills                                     | Lekkoatletyka | Sztafeta 4 x 400 m kobiet   | 3:20.95  | 11 sierpnia |

## Reprezentanci

### Jeździectwo

#### WKKW
| Zawodnik        | Koń          | Konkurencja   | Ujeżdżenie | Ujeżdżenie | Kross | Kross | Skoki przez przeszkody | Skoki przez przeszkody | Skoki przez przeszkody | Skoki przez przeszkody | Razem  | Razem   |
| Zawodnik        | Koń          | Konkurencja   | Ujeżdżenie | Ujeżdżenie | Kross | Kross | Kwalifikacje           | Kwalifikacje           | Finał                  | Finał                  | Razem  | Razem   |
| Zawodnik        | Koń          | Konkurencja   | Kary       | M.         | Kary  | M.    | Kary                   | M.                     | Kary                   | M.                     | Kary   | Pozycja |
| --------------- | ------------ | ------------- | ---------- | ---------- | ----- | ----- | ---------------------- | ---------------------- | ---------------------- | ---------------------- | ------ | ------- |
| Samantha Albert | Carraig Dubh | Indywidualnie | 67.20      | 69.        | 54.00 | 59.   | 21.00                  | 51.                    | NQ                     | NQ                     | 142.20 | 51.     |

### Lekkoatletyka

#### Mężczyźni
Konkurencje biegowe
| Konkurencja                | Zawodnik                                                             | Runda 1  | Runda 1 | Runda 2  | Runda 2 | Półfinał | Półfinał | Finał    | Finał   |
| Konkurencja                | Zawodnik                                                             | Rezultat | Pozycja | Rezultat | Pozycja | Rezultat | Pozycja  | Rezultat | Pozycja |
| -------------------------- | -------------------------------------------------------------------- | -------- | ------- | -------- | ------- | -------- | -------- | -------- | ------- |
| Bieg na 100 m              | Yohan Blake                                                          | BYE      | BYE     | 10.00    | 1.      | 9.85     | 1.       | 9.75     | srebro  |
| Bieg na 100 m              | Usain Bolt                                                           | BYE      | BYE     | 10.09    | 1.      | 9.87     | 1.       | 9.63     | złoto   |
| Bieg na 100 m              | Asafa Powell                                                         | BYE      | BYE     | 10.04    | 1.      | 9.94     | 3.       | 11.99    | 8.      |
| Bieg na 200 m              | Yohan Blake                                                          | 20.38    | 1.      | —        | —       | 20.01    | 1.       | 19.44    | srebro  |
| Bieg na 200 m              | Usain Bolt                                                           | 20.39    | 1.      | —        | —       | 20.18    | 1.       | 19.32    | złoto   |
| Bieg na 200 m              | Warren Weir                                                          | 20.29    | 1.      | —        | —       | 20.28    | 2.       | 19.84    | brąz    |
| Bieg na 400 m              | Dane Hyatt                                                           | 45.14    | 4.      | —        | —       | 45.59    | 6.       | NQ       | NQ      |
| Bieg na 400 m              | Rusheen McDonald                                                     | 46.67    | 4.      | —        | —       | NQ       | NQ       | NQ       | NQ      |
| Bieg na 400 m              | Jermaine Gonzales                                                    | 46.21    | 6.      | —        | —       | NQ       | NQ       | NQ       | NQ      |
| Bieg na 110 m przez płotki | Hansle Parchment                                                     | 13.32    | 2.      | —        | —       | 13.14    | 2.       | 13.12    | brąz    |
| Bieg na 110 m przez płotki | Richard Phillips                                                     | 13.47    | 5.      | —        | —       | DNF      | DNF      | NQ       | NQ      |
| Bieg na 110 m przez płotki | Andrew Riley                                                         | 13.59    | 5.      | —        | —       | NQ       | NQ       | NQ       | NQ      |
| Bieg na 400 m przez płotki | Leford Green                                                         | 49.30    | 2.      | —        | —       | 48.61    | 2.       | 49.12    | 7.      |
| Bieg na 400 m przez płotki | Roxroy Cato                                                          | 50.22    | 5.      | —        | —       | NQ       | NQ       | NQ       | NQ      |
| Bieg na 400 m przez płotki | Josef Robertson                                                      | 49.98    | 5.      | —        | —       | NQ       | NQ       | NQ       | NQ      |
| Sztafeta 4 x 100 m         | Kemar Bailey-Cole Yohan Blake Usain Bolt Nesta Carter Michael Frater | 37.39    | 1.      | —        | —       | —        | —        | 36.84 RŚ | złoto   |
| Sztafeta 4 x 400 m         | Jermaine Gonzales Dane Hyatt Riker Hylton Errol Nolan                | DNF      | DNF     | —        | —       | —        | —        | NQ       | NQ      |

Konkurencje techniczne
| Konkurencja    | Zawodnik      | Eliminacje | Eliminacje | Finał    | Finał   |
| Konkurencja    | Zawodnik      | Rezultat   | Pozycja    | Rezultat | Pozycja |
| -------------- | ------------- | ---------- | ---------- | -------- | ------- |
| Skok w dal     | Damar Forbes  | 7.79       | 19.        | NQ       | NQ      |
| Pchnięcie kulą | Dorian Scott  | 20.31      | 11.        | 20.61    | 10.     |
| Rzut dyskiem   | Jason Morgan  | 57.46      | 39.        | NQ       | NQ      |
| Rzut dyskiem   | Travis Smikle | 61.85      | 20.        | NQ       | NQ      |

#### Kobiety
Konkurencje biegowe
| Konkurencja                   | Zawodniczka | Runda 1  | Runda 1 | Runda 2  | Runda 2 | Półfinał | Półfinał | Finał    | Finał   |
| Konkurencja                   | Zawodniczka | Rezultat | Pozycja | Rezultat | Pozycja | Rezultat | Pozycja  | Rezultat | Pozycja |
| ----------------------------- | --- | -------- | ------- | -------- | ------- | -------- | -------- | -------- | ------- |
| Bieg na 100 m                 | Shelly-Ann Fraser-Pryce                                                                                                   | BYE      | BYE     | 11.00    | 1.      | 10.85    | 1.       | 10.75    | złoto   |
| Bieg na 100 m                 | Veronica Campbell-Brown                                                                                                   | BYE      | BYE     | 10.94    | 1.      | 10.89    | 2.       | 10.81    | brąz    |
| Bieg na 100 m                 | Kerron Stewart | BYE      | BYE     | 11.08    | 3.      | 11.04    | 4.       | NQ       | NQ      |
| Bieg na 200 m                 | Shelly-Ann Fraser-Pryce                                                                                                   | 22.71    | 1.      | —        | —       | 22.34    | 1.       | 22.09    | srebro  |
| Bieg na 200 m                 | Veronica Campbell-Brown                                                                                                   | 22.75    | 3.      | —        | —       | 22.32    | 1.       | 22.38    | 4.      |
| Bieg na 200 m                 | Sherone Simpson | 22.97    | 3.      | —        | —       | 22.71    | 6.       | NQ       | NQ      |
| Bieg na 400 m                 | Christine Day | 51.05    | 2.      | —        | —       | 51.19    | 4.       | NQ       | NQ      |
| Bieg na 400 m                 | Novlene Williams-Mills | 50.88    | 1.      | —        | —       | 49.91    | 3.       | 50.11    | 5.      |
| Bieg na 400 m                 | Rosemarie Whyte | 50.90    | 2.      | —        | —       | 50.98    | 3.       | 50.79    | 8.      |
| Bieg na 800 m                 | Kenia Sinclair | DNS      | DNS     | —        | —       | NQ       | NQ       | NQ       | NQ      |
| Bieg na 100 m przez płotki    | Brigitte Foster-Hylton | 13.98    | 6.      | —        | —       | NQ       | NQ       | NQ       | NQ      |
| Bieg na 100 m przez płotki    | LaToya Greaves | DNS      | DNS     | —        | —       | NQ       | NQ       | NQ       | NQ      |
| Bieg na 100 m przez płotki    | Shermaine Williams | 13.07    | 5.      | —        | —       | 12.83    | 3.       | NQ       | NQ      |
| Bieg na 400 m przez płotki    | Melaine Walker | 54.78    | 2.      | —        | —       | 55.74    | 4.       | NQ       | NQ      |
| Bieg na 400 m przez płotki    | Kaliese Spencer | 54.02    | 2.      | —        | —       | 54.20    | 2.       | 53.66    | 4.      |
| Bieg na 400 m przez płotki    | Nickiesha Wilson | 55.53    | 2.      | —        | —       | 55.77    | 5.       | NQ       | NQ      |
| Bieg na 3000 m z przeszkodami | Korene Hinds | 9:37.95  | 10.     | —        | —       | —        | —        | NQ       | NQ      |
| Sztafeta 4 x 100 m            | Schillonie Calvert Veronica Campbell-Brown Shelly-Ann Fraser-Pryce Samantha Henry-Robinson Sherone Simpson Kerron Stewart | 42.37    | 2.      | —        | —       | —        | —        | 41.41    | srebro  |
| Sztafeta 4 x 400 m            | Christine Day Shereefa Lloyd Rosemarie Whyte Shericka Williams Novlene Williams-Mills                                     | 3:25.13  | 1.      | —        | —       | —        | —        | 3:20.95  | brąz    |

Konkurencje techniczne
| Konkurencja  | Zawodniczka       | Eliminacje | Eliminacje | Finał    | Finał   |
| Konkurencja  | Zawodniczka       | Rezultat   | Pozycja    | Rezultat | Pozycja |
| ------------ | ----------------- | ---------- | ---------- | -------- | ------- |
| Rzut dyskiem | Allison Randall   | 58.06      | 29.        | NQ       | NQ      |
| Trójskok     | Trecia Smith      | 14.31      | 7.         | 14.35    | 7.      |
| Trójskok     | Kimberly Williams | 14.53      | 2.         | 14.48    | 6.      |

### Pływanie
Kobiety
| Zawodniczka   | Konkurencja          | Eliminacje | Eliminacje | Półfinał | Półfinał | Finał   | Finał   |
| Zawodniczka   | Konkurencja          | Czas       | Miejsce    | Czas     | Miejsce  | Czas    | Miejsce |
| ------------- | -------------------- | ---------- | ---------- | -------- | -------- | ------- | ------- |
| Alia Atkinson | 50 m st. dowolnym    | 25.98      | 37.        | NQ       | NQ       | NQ      | NQ      |
| Alia Atkinson | 100 m st. klasycznym | 1:07.39    | 10.        | 1:07.48  | 8.       | 1:06.93 | 4.      |
| Alia Atkinson | 200 m st. klasycznym | 2:28.77    | 27.        | NQ       | NQ       | NQ      | NQ      |

### Taekwondo
| Zawodnicy       | Konkurencja | 1/16              | Ćwierćfinał       | Półfinał          | Repasaż 1         | O brązowy medal   | Finał             | Finał   |
| Zawodnicy       | Konkurencja | Przeciwnicy Wynik | Przeciwnicy Wynik | Przeciwnicy Wynik | Przeciwnicy Wynik | Przeciwnicy Wynik | Przeciwnicy Wynik | Pozycja |
| --------------- | ----------- | ----------------- | ----------------- | ----------------- | ----------------- | ----------------- | ----------------- | ------- |
| Kenneth Edwards | +80 kg(m)   | Liu X P 4-6       | NQ                | NQ                | NQ                | NQ                | NQ                | NQ      |